# Open Maspalomas 2007
L'Open Maspalomas 2007 è stato un torneo di tennis facente parte della categoria ATP Challenger Series nell'ambito dell'ATP Challenger Series 2007. Il torneo si è giocato a Maspalomas in Spagna dal 7 al 13 maggio 2007 su campi in terra rossa e aveva un montepremi di $35 000+H.

## Vincitori

### Singolare
Peter Luczak ha battuto in finale  Santiago Ventura con il punteggio di 6(6)–7, 6–3, 7–5

### Doppio
Marcel Granollers /  Marc López hanno battuto in finale  Leonardo Azzaro /  Riner Eitzinger con il punteggio di 3–6, 6–1, [10–3]